# Ramos Arizpe
Ramos Arizpe is een stad in de Mexicaanse deelstaat Coahuila. De plaats heeft 48.228 inwoners (census 2005) en is de hoofdplaats van de gemeente Ramos Arizpe.
Ramos Arizpe is een voorstad van Saltillo, de hoofdstad van Coahuila. De plaats is genoemd naar Miguel Ramos Arizpe, die hier is geboren.

## Geboren
- Eulalio Gutiérrez (1881-1939), president van Mexico (1914-1915) en gouverneur van San Luis Potosí